# Abdelkader Meziani
Abdelkader Meziani et surnommé Mezmez est un footballeur international algérien né le 4 février 1957 à Alger. Il évoluait au poste de milieu de terrain.
Il reçoit deux sélections en équipe d'Algérie en 1981.

## Biographie
Meziani réalise l'intégralité de sa carrière à l'USM El Harrach.
Il débute en équipe nationale le 10 avril 1981, sous la direction de Zdravko Rajkov.

## Palmarès
- Vainqueur de la Coupe d'Algérie en 1987 avec l'USM El Harrach
- Finaliste de la Coupe arabe des clubs champions : 1985.